# Милевци
Милевци су насеље у Србији у општини Босилеград у Пчињском округу. Према попису из 2022. било је 49 становника.
Овде се налази Манастир Светих апостола Петра и Павла у Милевцима.

## Демографија
У насељу Милевци живи 123 пунолетна становника, а просечна старост становништва износи 54,5 година (49,8 код мушкараца и 58,5 код жена). У насељу има 60 домаћинстава, а просечан број чланова по домаћинству је 2,33.
Ово насеље је великим делом насељено Бугарима (према попису из 2002. године), а у последња три пописа, примећен је пад у броју становника.
|  |

| Демографија | Демографија | Демографија |
| Година      | Становника  | Становника  |
| ----------- | ----------- | ----------- |
| 1948.       | 423         |             |
| 1953.       | 421         |             |
| 1961.       | 376         |             |
| 1971.       | 370         |             |
| 1981.       | 273         |             |
| 1991.       | 205         | 205         |
| 2002.       | 140         | 142         |
| 2011.       | 77          |             |
| 2022.       | 49          |             |

| Етнички састав према попису из 2002.‍ | Етнички састав према попису из 2002.‍ | Етнички састав према попису из 2002.‍ | Етнички састав према попису из 2002.‍ | Етнички састав према попису из 2002.‍ |
| ------------------------------------ | ------------------------------------ | ------------------------------------ | ------------------------------------ | ------------------------------------ |
|                                      |                                      |                                      |                                      |                                      |
| Бугари                               | Бугари                               |                                      | 129                                  | 92,14%                               |
| Македонци                            | Македонци                            |                                      | 1                                    | 0,71%                                |
| непознато                            | непознато                            |                                      | 3                                    | 2,14%                                |

| Година пописа     | 1948. | 1953. | 1961. | 1971. | 1981. | 1991. | 2002. |
| ----------------- | ----- | ----- | ----- | ----- | ----- | ----- | ----- |
| Број домаћинстава | 73    | 73    | 75    | 88    | 81    | 72    | 60    |

| Број чланова      | 1  | 2  | 3  | 4 | 5 | 6 | 7 | 8 | 9 | 10 и више | Просек |
| ----------------- | -- | -- | -- | - | - | - | - | - | - | --------- | ------ |
| Број домаћинстава | 18 | 21 | 11 | 6 | 2 | 1 | 1 | 0 | 0 | 0         | 2,33   |

| Пол    | Укупно | Неожењен/Неудата | Ожењен/Удата | Удовац/Удовица | Разведен/Разведена | Непознато |
| ------ | ------ | ---------------- | ------------ | -------------- | ------------------ | --------- |
| Мушки  | 59     | 19               | 32           | 8              | 0                  | 0         |
| Женски | 71     | 18               | 32           | 21             | 0                  | 0         |
| УКУПНО | 130    | 37               | 64           | 29             | 0                  | 0         |

| Пол    | Укупно                    | Пољопривреда, лов и шумарство | Рибарство                            | Вађење руде и камена | Прерађивачка индустрија       |
| ------ | ------------------------- | ----------------------------- | ------------------------------------ | -------------------- | ----------------------------- |
| Мушки  | 21                        | 12                            | 0                                    | 0                    | 8                             |
| Женски | 17                        | 10                            | 0                                    | 0                    | 7                             |
| УКУПНО | 38                        | 22                            | 0                                    | 0                    | 15                            |
| Пол    | Производња и снабдевање   | Грађевинарство                | Трговина                             | Хотели и ресторани   | Саобраћај, складиштење и везе |
| Мушки  | 0                         | 1                             | 0                                    | 0                    | 0                             |
| Женски | 0                         | 0                             | 0                                    | 0                    | 0                             |
| УКУПНО | 0                         | 1                             | 0                                    | 0                    | 0                             |
| Пол    | Финансијско посредовање   | Некретнине                    | Државна управа и одбрана             | Образовање           | Здравствени и социјални рад   |
| Мушки  | 0                         | 0                             | 0                                    | 0                    | 0                             |
| Женски | 0                         | 0                             | 0                                    | 0                    | 0                             |
| УКУПНО | 0                         | 0                             | 0                                    | 0                    | 0                             |
| Пол    | Остале услужне активности | Приватна домаћинства          | Екстериторијалне организације и тела | Непознато            | Непознато                     |
| Мушки  | 0                         | 0                             | 0                                    | 0                    | 0                             |
| Женски | 0                         | 0                             | 0                                    | 0                    | 0                             |
| УКУПНО | 0                         | 0                             | 0                                    | 0                    | 0                             |

## Галерија
- Кућа у Милевцима
- Бунар